# Kristoffer Nyrop
Kristoffer Nyrop (Copenhague, 11 de gener de 1858 - Copenhague, 13 d'abril de 1931) fou un romanista danès.

## Vida
Nyrop feu els seus estudis de literatura francesa a Copenhague, contra l'opinió d'una família luterana profundament religiosa que dubtava de la viabilitat de dedicar la vida a l'estudi d'una literatura que considerava de moralitat dubtosa. Amplià els estudis a París (amb Paul Meyer i de Gaston Paris) i posteriorment feu estades a Suïssa, França i Itàlia. El 1878 va publicar el seu primer article científic amb només 20 anys. El 1886 defensà la seva tesi doctoral sota la direcció de Vilhelm Thomsen intitulada Adjektivernes Kønsbøjning i de romanske Sprog. De 1894 a 1928 fou el successor de Thor Sundby (1830-1894) com a professor de llengua i de literatura franceses a la Universitat de Copenhague.
Apassionat per les llengües romàniques, va publicar primer una sèrie d'antologies, Lectures françaises (1890-1891), La Espana moderna (1892), Prose e pœsie italiane (1898) i s'interessà també pel romanès i per l'occità. Malgrat que el seu interès principal foren les llengües romàniques i les seves literatures, també publicà sobre el món nòrdic i, concretament, redactà nombrosos articles sobre el folklore, la història cultural i l'etimologia de les llengües nòrdiques.
La seva salut fou, però, precària. Molt aviat quedà paralitzat del braç dret, i perdé la vista l'any 1905 però, ajudat per la seva prodigiosa memòria, va continuar la seva recerca gràcies a un equip d'ajudants on hi havia els seus estudiants, els seus col·legues i els seus amics, que escrivien el que ell els dictava.
El 1912 fou elegit membre corresponent de l'Académie des inscriptions et belles-lettres i el 1920 membre de ple dret; el 1922 l'Académie royale de langue et de littérature françaises de Belgique el nomenà membre estranger. El primer tom de la seva Histoire générale de la langue française, dedicat a la fonètica històrica, meresqué el premi Diez i el premi Saintour de l'Académie Française.
A més del seu treball científic, tingué una posició compromesa sobre qüestions del seu temps. Durant la Primera Guerra Mundial no va deixar de denunciar l'imperialisme alemany.

## La gramàtica històrica francesa
L'obra més important de Nyrop és la seva Grammaire historique de la langue française en 6 volums. Copenhague, Leipzig, París 1899-1930 (reedició : Ginebra 1979)
- # Histoire générale de la langue française. Phonétique historique (1899)
- # Morphologie (1903)
- # Formation des mots (1908)
- # Sémantique (1913)
- # Syntaxe. Noms et pronoms (1925)
- # Syntaxe. Particules et verbes (1930)